# Notoxus brevicornis
Notoxus brevicornis là một loài bọ cánh cứng trong họ Anthicidae. Loài này được Fall miêu tả khoa học năm 1916.